# Euorodalus boiteli
Euorodalus boiteli är en skalbaggsart som beskrevs av Thery 1918. Euorodalus boiteli ingår i släktet Euorodalus och familjen Aphodiidae. Inga underarter finns listade i Catalogue of Life.